# María Isabel Gutiérrez Velasco
María Isabel Gutiérrez Velasco (Santander, 23 de diciembre de 1953-prisión de Basauri, 9 de noviembre de 1977 ) fue una mujer joven que ejerció la prostitución en la calle Cortes de Bilbao. Cuando su cuerpo apareció calcinado en la prisión de Basauri, las prostitutas de Bilbao promovieron algunas movilizaciones, entre ellas una huelga.

## Biografía
Nació en Santander en 1953.  De adolescente estuvo ingresada en una residencia del Patronato de Protección a la Mujer en Santander y en 1973, cuando tenía dieciocho o diecinueve años, fue acusada de hurto y fraude.  En Bilbao, trabajó como prostituta en la calle Cortes. En el momento de su muerte tenía veintitrés años y un hijo pequeño.

### Su muerte y la huelga de prostitutas
Iba a ser trasladada a un hospital psiquiátrico de Madrid, pero estando ingresada en la prisión de Basauri, el 9 de noviembre de 1977 su cuerpo apareció carbonizado en el calabozo número cuatro de esta prisión.   Según la versión oficial, María Isabel Gutiérrez Velasco se suicidó, pero las trabajadoras sexuales de Bilbao no se la creyeron y organizaron una huelga que, según publicó el diario El País, reunió a unas trescientas prostitutas y, de bar en bar, cerraron los locales gritando «¡Ha muerto una compañera, hoy no se trabaja!».
Con la ayuda de otros colectivos, como el comité de apoyo de la Coordinadora de Presos en Lucha (COPEL) y participantes del movimiento feminista y LGBTI, especialmente de la Asamblea de Mujeres de Bizkaia y EHGAM, organizaron un encierro en el Hospital de Basurto. También crearon el Comité de Prostitutas de Cortes, que fue disuelto unos meses después.  Exigieron, además, la amnistía de  las presas sociales y la anulación de la Ley sobre peligrosidad y rehabilitación social franquista de 1970. Euskadiko Ezkerra llevó la denuncia por la muerte de María Isabel al Congreso de los Diputados.

## En la literatura
La periodista Andrea Momoitio escribió el libro Lunática (2022), analizando la historia de María Isabel Gutiérrez Velasco y la huelga organizada tras su muerte. 

## Reconocimientos
El artista urbano KrimiSam instaló un retrato en honor a María Isabel Gutiérrez en la calle Cortes, donde ejercía la prostitución.